# ألان كوهن
ألان كوهن (بالإنجليزية: Alan Cohen)‏ هو شخصية أعمال أمريكي، ولد في 5 أكتوبر 1954.